# Данбартон (Нью-Гемпшир)
Данбартон (англ. Dunbarton) — місто (англ. town) в США, в окрузі Меррімак штату Нью-Гемпшир. Населення — 3005 осіб (2020).

## Демографія
Згідно з переписом 2010 року, у місті мешкало 2758 осіб у 1015 домогосподарствах у складі 803 родин. Було 1077 помешкань
Расовий склад населення:
| - 97,4 % — білих - 0,6 % — азіатів - 0,3 % — чорних або афроамериканців - 0,1 % — корінних американців |

До двох чи більше рас належало 1,5 %. Частка іспаномовних становила 1,3 % від усіх жителів.
За віковим діапазоном населення розподілялося таким чином: 24,9 % — особи молодші 18 років, 66,1 % — особи у віці 18—64 років, 9,0 % — особи у віці 65 років та старші. Медіана віку мешканця становила 42,5 року. На 100 осіб жіночої статі у місті припадало 100,1 чоловіків;  на 100 жінок у віці від 18 років та старших — 102,0 чоловіків також старших 18 років.
Середній дохід на одне домашнє господарство  становив 126 537 доларів США (медіана — 102 375), а середній дохід на одну сім'ю — 127 697 доларів (медіана — 107 628). Медіана доходів становила 68 510 доларів для чоловіків та 65 104 долари для жінок. За межею бідності перебувало 1,5 % осіб, у тому числі 0,0 % дітей у віці до 18 років та 0,0 % осіб у віці 65 років та старших.
Цивільне працевлаштоване населення становило 1564 особи. Основні галузі зайнятості: освіта, охорона здоров'я та соціальна допомога — 26,7 %, роздрібна торгівля — 12,7 %, науковці, спеціалісти, менеджери — 11,1 %.